# 九龍巴士N293線
九龍巴士N293線是香港的一條通宵巴士路線，來往將軍澳（尚德）及旺角（柏景灣）。
本線另設293S線特快特別服務，來往坑口（銀澳路）及美孚，途經觀塘繞道，僅於深宵時份服務。
N293線與293S線去程及回程分別於太子道西及亞皆老街只停首及尾站，是少數以半直通路線模式運作的深宵巴士路線之一。

## 歷史
- 1989年11月20日：本線前身293S開辦，由寶林開往旺角，總站位於先達廣場對出。
- 1991年8月2日：將軍澳區總站由寶林延長至坑口北。
- 1996年5月1日：配合九巴重組旗下通宵巴士路線，更改路線編號為N293。
- 1996年12月16日：配合九龍城轉車站啟用，縮短至九龍區以太子道東近富豪機場酒店的巴士站作總站。
- 1999年2月14日：將軍澳區總站由坑口北延長至尚德。
- 2001年5月27日：九龍區總站延長至旺角，改為循環運作，以旺角道為折返點。
- 2001年11月17日至19日：為方便市民欣賞獅子座流星雨，N293增開特別線由清水灣來往牛頭角淘大花園。
- 2004年7月11日：取消循環運作及所有中途特別車，並以旺角火車站（現旺角東站）作總站。
- 2006年1月15日：因寶順路、將軍澳隧道公路及環保大道交界交匯處工程竣工，導致寶順路北行不能右轉環保大道東行，往旺角方向改經唐俊街及寶邑路（將軍澳廣場），令九巴首次有非過海巴士路線服務將軍澳南新區，不過只是通宵路線及只限往旺角方向，而且只是官方宣佈改道，因為較早前配合交匯處工程，往旺角方向已改經寶邑路。
- 2009年6月18日：YouTube流傳一段懷疑巴敗於旺角東站公共運輸交匯處私自駕駛行走此路線的丹尼士巨龍（ADS）的短片，並在網上社群廣泛討論，而事件於2009年6月21日在多份報章上報。[5][6]
- 2015年8月22日：更改分段收費及轉乘安排：[7][8]
  - 由原先下車付款改為上車付款；
  - 「分段收費代用券」停用，繳付分段收費的方法改為上落車時用八達通卡各拍卡一次；
  - 停止派發「直達票」，乘客如欲享用轉乘優惠，必須使用八達通卡。
- 2015年9月5日：增設到站時間預報。[9]
- 2015年11月：蝙蝠熱線服務被巴士到站時間預報系統取代。
- 2017年7月18日：因應清拆橫跨太子道東的K9高架道路，往尚德方向的采頤花園站臨時遷移至景泰街站位置，該站於同年十月底改稱景泰街。
- 2017年12月3日：293S線投入服務，以打擊來往旺角及將軍澳的泥鯭的服務[10][11]。
- 2019年3月1日：因應太子道東近景泰苑進行道路工程，往尚德方向再重設近彩虹邨的「采頤花園」站。[12][13]
- 2019年7月14日：往尚德方向，加停寶寧路「富寧花園」站。[14]
- 2021年7月1日：N293線往尚德方向「采頤花園」站移至四美街與太子道東交界的原位置，恢復停「采頤花園」站，取消「景泰街」站。[15]
- 2022年11月14日：
  - N293線九龍總站延長至旺角（柏景灣）[16]
  - 293S線九龍總站延長至美孚來回程各加一班車；全程收費上調至$18.3[17]
- 2023年12月27日：N293線往尚德方向改經寶邑路及唐俊街；取消唐明街「唐明苑」站，改停寶邑路「寶盈花園」及唐俊街「將軍澳站」站。[18]

## 服務時間（詳細班次）
N293
| 每日將軍澳（尚德）開 | 每日將軍澳（尚德）開 | 每日將軍澳（尚德）開 | 每日將軍澳（尚德）開 |
| -------------------- | -------------------- | -------------------- | -------------------- |
| 00:00                | 00:20                | 00:40                | 01:00                |
| 01:30                | 02:00                | 02:30                | 03:00                |
| 03:30                | 04:00                | 04:30                | 05:00                |

| 每日旺角（柏景灣）開 | 每日旺角（柏景灣）開 | 每日旺角（柏景灣）開 | 每日旺角（柏景灣）開 |
| -------------------- | -------------------- | -------------------- | -------------------- |
| 00:35                | 00:55                | 01:25                | 01:55                |
| 02:25                | 02:55                | 03:25                | 03:55                |
| 04:25                | 04:50                | 05:15                |                      |

293S
- 每日坑口（銀澳路）開： 04:00、04:20、05:00
- 每日美孚開：00:35、01:05、01:35

## 收費
N293
全程：$19.0
尚德邨開
| 落車站＼上車站 | 侯王道 或之前 | 旺角（柏景灣） 或之前 |
| -------------- | ------------- | --------------------- |
| 尚德起         | $11.8^        | $19.0                 |
| 寶達起         | $9.8^         | $15.4                 |
| 侯王道起       | 不適用        | $15.4                 |

旺角（柏景灣）開
| 落車站＼上車站   | 富豪東方酒店 或之前 | 寶達邨 或之前 | 尚德 或之前 |
| ---------------- | ------------------- | ------------- | ----------- |
| 旺角（柏景灣）起 | $9.8^               | $15.4 ^       | $19.0       |
| 富豪東方酒店起   | 不適用              | $9.8^         | $11.8       |

293S
全程：$19.8
坑口開
| 落車站＼上車站 | 侯王道 或之前 | 弼街 或之前 | 美孚 或之前 |
| -------------- | ------------- | ----------- | ----------- |
| 煜明苑起       | $11.8^        | $19.0^      | $19.8       |
| 寶達起         | $9.8^         | $15.4       | $15.4       |
| 弼街起         | 不適用        | $10.4       |             |

美孚開
| 落車站＼上車站 | 水渠道 或之前 | 富豪東方酒店 或之前 | 寶達邨 或之前 | 銀澳路 或之前 |
| -------------- | ------------- | ------------------- | ------------- | ------------- |
| 美孚起         | $10.4^        | $15.4 ^             | $15.4 ^       | $19.8         |
| 水渠道起       | 不適用        | $9.8^               | $15.4 ^       | $19.0         |
| 富豪東方酒店起 | 不適用        | $9.8^               | $11.8         |               |

| - 本線設有12歲以下小童及65歲或以上長者半價優惠。 - 65歲或以上香港居民使用「樂悠咭」，以及12歲以下合資格殘疾兒童使用「殘疾人士身份」個人八達通繳付車資，均可享有每程$2.0或半價（以較低者為準）的票價優惠；12至64歲合資格殘疾人士使用「殘疾人士身份」個人八達通（包括「樂悠咭」），以及60至64歲香港居民使用「樂悠咭」繳付車資，均可享有每程$2.0或全費（以較低者為準）的票價優惠。 - 65歲或以上長者如使用長者或一般個人八達通繳付車資，則只可享有半價優惠；12至64歲合資格殘疾人士如不使用「殘疾人士身份」個人八達通，以及60至64歲人士如不使用「樂悠咭」繳付車資，必須繳付全費。 - 乘客可以現金或八達通於上車時付款，不設找續。 - 每位成人乘客可免費攜帶最多兩名4歲以下而不佔座位的兒童乘客乘車，超額之4歲以下小童必須繳付小童車費乘車。 - 持有「九巴月票」之乘客在車票有效期內，每日可享最多10程任何九龍巴士及龍運巴士路線（包括本路線，以及聯營路線的九龍巴士／龍運巴士提供的班次；惟乘搭機場「A」及「NA」線則可享原價二七折優惠（不會計算每天10次合資格車程））；而B1線則每日可享最多各2程（不會計算每天10次合資格車程）。 - 九龍巴士、城巴、龍運巴士及陽光巴士全職員工及家屬（不包括外判職員）可免費乘搭本路線，惟必須拍職員或職員家屬八達通。 - 乘客亦可透過多元化電子支付系統（e度嘟）繳付車資，包括使用非接觸式VISA卡、JCB卡、萬事達卡、銀聯卡、美國運通、大來國際、Discover Card、Apple Pay、Google Pay、Samsung Pay、AlipayHK「易乘碼」、支付寶、WeChatHK／微信支付「搭車碼」、銀聯雲閃付「乘車碼」及BOC Pay「乘車碼」。乘客使用此付款方式，使用此支付方式的乘客可享有中途下車之分段收費，以及與其他九巴／龍運獨營路線或聯營線九巴／龍運班次之轉乘優惠，惟不適用於與非九巴／龍運路線之轉乘優惠，亦不能享有「公共交通費用補貼計劃」及「長者及合資格殘疾人士公共交通票價優惠計劃」。 - 帶^者為雙向分段收費，乘客必須使用八達通，並於下車前再次確認八達通，方可享有分段收費優惠。 |

### 轉乘優惠
乘客從本線轉乘N216線，或從N216線轉乘本線，車資如下：
將軍澳←→紅磡，總車資$17.3
- N293往旺角（柏景灣） → N216往紅磡站，於太子道西「候王道」站轉乘
- N216往油塘 → N293往尚德，於亞皆老街「亞皆老街球場」站轉乘

將軍澳←→油塘，總車資$17.3，於太子道西「候王道」站步行往亞皆老街「亞皆老街球場」站轉乘
- N293往旺角（柏景灣） → N216往油塘
- N216往紅磡站 → N293往尚德

寶達←→紅磡，總車資$13.3
- N293往旺角（柏景灣） → N216往紅磡站，於太子道西「候王道」站轉乘
- N216往油塘 → N293往尚德，於亞皆老街「亞皆老街球場」站轉乘

寶達←→油塘，總車資$13.3，於太子道西「候王道」站步行往亞皆老街「亞皆老街球場」站轉乘
- N293往旺角（柏景灣） → N216往油塘
- N216往紅磡站 → N293往尚德

油塘←→旺角，總車資$14.1
- N216往紅磡站 → N293往旺角（柏景灣），於太子道西「候王道」站轉乘
- N293往尚德 → N216往油塘，於亞皆老街「亞皆老街球場」站轉乘

### 使用轉乘優惠方法
使用八達通
1. 上車時先以八達通卡繳費，無須索取轉車票。
2. 於九龍城轉車站落車時以八達通卡作車資回扣。
3. 轉車後，於次程上車時再將八達通卡確認一次，即可享受以上優惠車費。

注意事項
1. 使用八達通轉乘，由第一程落車時確認八達通卡開始，須於120分鐘內再於第二程落車時確認八達通卡方為有效。
2. 使用八達通轉乘，只限使用同一張八達通卡，及不可乘坐其他與轉乘計劃無關的交通工具；同時該卡票值需為正數，及不可進行多於九次與乘車無關的交易。

## 使用車輛
本路線前身293S線於開辦初期以豐田Coaster行走，後來改用三菱單層巴士，丹尼士飛鏢單層巴士，再全線改用丹尼士巨龍9.9米空調巴士。於2007年12月及2010年5月，再派出丹尼士飛鏢及斯堪尼亞K230UB（ASB）單層巴士行走，2010年9月增設296A柯打派出11米或以上雙層空調巴士行走。

## 行車路線
N293
將軍澳（尚德）開經：尚德邨通道、唐俊街、寶邑路、迴旋處、昭信路、寶寧路、常寧路、重華路、培成路、常寧路、寶寧路、寶琳北路、佳景路、寶林公共運輸交匯處、欣景路、佳景路、寶琳北路、寶琳路、秀茂坪道、曉光街、協和街、同仁街、裕民坊、康寧道、牛頭角道、觀塘道、太子道東、太子道西、洗衣街、亞皆老街、櫻桃街及海泓道。
旺角（柏景灣）開經：海泓道、櫻桃街、大角咀道、櫻桃街、亞皆老街、新填地街、旺角道、西洋菜南街、亞皆老街、天橋、亞皆老街、太子道西、太子道東、觀塘道、牛頭角道、康寧道、物華街、協和街、曉光街、秀茂坪道、寶琳路、寶琳北路、寶豐路、欣景路、佳景路、寶琳北路、寶寧路、常寧路、重華路、培成路、常寧路、寶寧路、迴旋處、昭信路、迴旋處、寶邑路、唐俊街及尚德邨通道。
N293線各班次之具體停站請參考資訊框
293S
坑口（銀澳路）開經：銀澳路、培成路、常寧路、寶寧路、寶琳北路、佳景路、寶林公共運輸交匯處、欣景路、寶豐路、寶康路、寶琳北路、寶琳路、秀茂坪道、將軍澳道、觀塘繞道、太子道東、太子道西、洗衣街、亞皆老街、彌敦道、長沙灣道及荔枝角道。
美孚開經：長沙灣道、彌敦道、旺角道、西洋菜南街、亞皆老街、天橋、亞皆老街、太子道西、太子道東、觀塘繞道、將軍澳道、秀茂坪道、寶琳路、寶琳北路、寶康路、寶豐路、欣景路、佳景路、寶琳北路、寶寧路、常寧路、重華路、培成路及銀澳路。
293S線各班次之具體停站請參考資訊框

## 服務狀況
- 本線途經將軍澳及東九龍多個地方。是將軍澳北唯一前往旺角的通宵專利巴士路線。
- 在紅色小巴競爭影響下，很少乘客由旺角乘搭本線到東九龍，本線的乘客多數來自將軍澳北及秀茂坪曉光街。
- 由於本線在將軍澳十分迂迴（用最直接的路線，由尚德邨往翠林邨只要2.7公里，但N293由尚德邨到翠林邨，竟然達7公里[19]，此段佔總車程接近3分1），故在將軍澳，本線不太受歡迎。分站在路線愈後的地區（例如坑口和尚德），這情況愈明顯。而在九龍區，由於燈位太多的錯覺，加上取道曉光街與牛頭角道，令乘客以為這線在九龍也在繞路，但實際上不然（由寶琳路秀茂坪道交界往富豪東方酒店，走最快的路線約6.2公里，而N293線約7.5公里[19]），因此乘客都不太喜歡乘搭本線，故由旺角／觀塘往將軍澳的泥鯭的士便應運而生，加上2006年5月21日凌晨新巴N796線改經尖沙咀後，憑着「一程過」優勢及當年相比九巴轉乘組合N216線↔N293線更廉價（新巴於2020年代前後經歷三次加價後，現時與N293線價格相同），本線的客量受嚴重打擊。在2007年，本線曾兩度減少班次。[20][21][22]現時本線客量慘淡，但在節日卻有一定需求。
- 本線的乘車方式古舊，部分地區採用現金分段收費（往尖沙咀更要使用直達票）而不採用八達通分段收費，因此對使用八達通的乘客造成不便。踏入廿一世紀，八達通雙向分段模式運作成熟，本路線最終於2015年8月22日凌晨起，收費模式改為上車付款，乘客需在上、下車時各拍一次八達通卡，才可享有短程分段收費，而本路線與N216線的轉乘優惠亦全面改以八達通提供。是次改動，象徵1996年12月16日起，九巴引入的通宵巴士轉乘「直達票」模式，正式成為歷史陳跡。
- 雖然293S線於2017年12月3日起提供相對特快的服務，但仍無法直接往返尖沙咀，仍須使用N216線的轉乘組合，故提速程度有限。2022年11月14日起293S延長至美孚，令此線幾乎變成98C的通宵版本。

## 資料來源
- （页面存档备份，存于）

## 引用資料
1. 1 2 3 4 5 6  短程分段收費終點站
2. 1 2 3 4  N216線的乘客可在此站轉乘本線往將軍澳方向以享有優惠。
3. 1 2  . 九龍巴士（一九三三）有限公司.   [2023-07-09]. （原始内容存档于2023-06-25） （中文（香港））.
4. 1 2  . 九龍巴士（一九三三）有限公司.   [2023-07-09]. （原始内容存档于2023-06-25） （中文（香港））.
5. ↑  〈狂迷偷揸巴士疑內鬼教路 （页面存档备份，存于）〉，《東方日報》，2009年6月21日。
6. ↑  〈青年揸大膽巴士 網上播放 （页面存档备份，存于）〉，《蘋果日報》，2009年6月21日。
7. ↑  .   [2016-04-21]. （原始内容存档于2020-11-27）. （页面存档备份，存于）
8. ↑  N293停用直達票及分段收費代用券 （页面存档备份，存于），九巴通告，2015-07-08
9. ↑  九龍巴士（一九三三）有限公司，九巴及龍運再為79條路線增設巴士到站時間預報服務 （页面存档备份，存于）［新聞稿］，2015年9月5日。
10. ↑  香港特別行政區政府運輸署，〈九巴第293S號深宵路線(坑口(銀澳路) – 旺角東站)投入服務 （页面存档备份，存于）〉［交通通告］，2017年11月29日。
11. ↑  九龍巴士（一九三三）有限公司，〈新服務293S （页面存档备份，存于）〉［宣傳單張］。
12. ↑  .   [2019-08-28]. （原始内容存档于2020-12-07）. （页面存档备份，存于）
13. ↑   (PDF).   [2019-08-28]. （原始内容存档 (PDF)于2020-11-20）. （页面存档备份，存于）
14. ↑   (PDF).   [2019-07-14]. （原始内容存档 (PDF)于2021-09-24）. （页面存档备份，存于）
15. ↑   (PDF).   [2021-06-29]. （原始内容存档 (PDF)于2021-06-29）. （页面存档备份，存于）
16. ↑   (PDF).   [2022-11-11]. （原始内容存档 (PDF)于2022-11-11）. （页面存档备份，存于）
17. ↑   (PDF).   [2022-11-11]. （原始内容存档 (PDF)于2021-06-29）. （页面存档备份，存于）
18. ↑   (PDF).   [2023-12-21]. （原始内容存档 (PDF)于2023-12-21）. （页面存档备份，存于）
19. 1 2  Google地圖
20. ↑   (PDF).   [2017-11-17]. （原始内容存档 (PDF)于2020-03-30）. （页面存档备份，存于）
21. ↑  .   [2017-11-17]. （原始内容存档于2020-03-30）. （页面存档备份，存于）
22. ↑  隱形戰車擒亡命泥鯭的 （页面存档备份，存于），東方日報，2007年6月3日。

- 郭炳華. . 香港: 80M巴士專門店. 2010年. ISBN 962-8686-95-X.
- 二十世紀新界（東）區巴士路線發展史

## 外部連結
- 九巴N293線官方網站路線資料 （页面存档备份，存于）
- 巴士迷懷疑偷駕巴士短片事件